# Абу-Заид, Хасан
Хасан Абу-Заид (ивр. חסן אבו זייד‎; род. 4 февраля 1991, Лод, Израиль) — израильский футболист, полузащитник клуба «Шабаб Аль-Халил».

## Клубная карьера
Абу-Заид — воспитанник клуба «Бней Иегуда», за который он играл в 2009—2012 годах. 31 августа 2009 в матче против «Маккаби Ахи» дебютировал в чемпионате Израиля. 30 октября 2010 года в матче против клуба «Бней Сахнин» забил первый гол за «Бней Иегуду».
В 2012 году перешёл в «Маккаби» Тель-Авив, но отыграв один сезон отправился по арендам в клубы «Хапоэль» Рамат-ха-Шарон, кипрский АЕК, «Маккаби» и «Хапоэль» из Петах-Тиквы.
Летом 2015 года перешёл в армавирское «Торпедо», подписав двухлетний контракт. 31 августа в матче против оренбургского «Газовика» дебютировал за «Торпедо».
В феврале 2016 года заключил контракт со своим первым клубом «Бней Иегуда».